# Wiprecht de Groitzsch
El margravi Wiprecht von Groitzsch, anomenat el Vell (vers al 1050 - Pegau (Saxònia), 22 de maig, 1124), va ser com Wiprecht II Gaugraf a Balsamgau, des del 1070 comte de Groitzsch i des del 1123 com Wiprecht (I.) Margravi de Meißen. Provenia d'una família noble de l'Altmark. Després de la mort del seu pare, el comte Wiprecht I de Balsamgau, Wiprecht va créixer a Stade des del 1060 a la casa del margravi del Nordmark, Lotair Udo II. Després de la mort de Gaugraf Wiprecht I, la seva mare Sigena von Leinungen es va casar per segona vegada amb Friedrich I von Pettendorf i després de la seva mort, a instigació del seu fill, es va convertir en la tercera abadessa del monestir de Vitzenburg.

## Biografia
El 1070, Wiprecht va canviar el seu govern heretat de Balsamgau amb Udo II pel castell de Groitzsch a Osterland. Al principi no va poder afirmar-se a la zona de Groitzsch i va anar amb un seguici de 100 persones a Bohèmia al duc Vratislau II i es va convertir en el seu conseller. Wiprecht, que era un favorit del rei Enric IV, va donar suport a Vratislau II en la seva consecució de la dignitat reial. El 1080 va tornar al castell de Groitzsch. Cap al 1085 es va casar amb Judith, filla del duc Vratislau i dels Swatawa de Polònia; Com a dot, va portar al matrimoni la zona del Gau Nisani i la zona de l'Alta Lusàcia actual al voltant de Bautzen. El 1087 va arribar el seu fill Wiprecht III, al món.
Wiprecht va lluitar al costat d'Enric IV el 1080 contra l'anti-rei Rodolf de Rheinfelden (Rodolf de Suàbia) i es va traslladar a Roma amb Enric contra el papa Gregori VII el 1084.
Es va venjar dels seus oponents a Zeitz. Allà va matar Vicelin von Profen i 17 fidels seguidors. Com que Hageno s'havia retirat de Tubichin a l'església de Jacob a Zeitz, Wiprecht II la va incendiar, forçant el seu enemic a sortir. Com que no el va poder matar a causa de l'asil de l'església, li va treure els ulls. Després va fer un pelegrinatge a Roma i Santiago de Compostel·la el 1090 i va fundar el monestir benedictí de Sant Jacob prop de Pegau el 1091, que va ser consagrat el 1096. A partir d'aquí, la colonització es va empènyer cap al Mulde. Wiprecht II va portar els primers colons de Francònia.
Després de la mort de la seva dona Judith el 1108, es va casar el 1110 amb Kunigunde, vídua del comte Kuno de Beichlingen i filla del margravi Otó I de Meissen. La celebració va ser un matrimoni doble, com el seu fill Wiprecht III, es va casar al mateix temps que la filla de Kunigunde, Kunigunde von Beichlingen.
Wiprecht va participar en les campanyes de l'emperador Enric V, que va succeir al seu pare Enric IV al tron el 1106.
Com Wiprecht III. L'any 1110, quan el mateix Wiprecht va intentar restablir el seu oncle Bořivoj II com a duc de Bohèmia, també va caure en desgracia amb Enric V. Wiprecht III va ser arrestat juntament amb Bořivoj II al castell de Hammerstein. A canvi del retorn dels districtes de Nisani i Bautzen, així com de les finques de Leisnig i Morungen, Wiprecht va comprar la llibertat del seu fill.
El 1113, Wiprecht va formar una aliança contra l'emperador amb el comte Ludwig der Springer de Turíngia i el comte palatí renà Siegfried von Ballenstedt. Van ser emboscats per Hoyer von Mansfeld prop de Warnstedt al Teufelsmauer. La pena de mort imposada a Wiprecht va ser aixecada a canvi de la cessió de tots els seus béns, i va ser empresonat al castell imperial de Trifels fins al 1117.
El seu fill Wiprecht III, que va lluitar victoriós contra Enric V l'11 de febrer de 1115 a la batalla de Welfesholz al costat del posterior emperador Lothar von Supplinburg (Hoyer von Mansfeld va caure en la batalla), va morir el 1116.
Wiprecht, que també va recuperar els béns confiscats després del seu alliberament el 1118, va ser nomenat burgrave de Magdeburg. El 1123 va comprar a l'emperador Enric V la seva infeudació amb els margravats de Meissen i Lusàcia. Els nobles saxons es van aixecar contra això sota el lideratge del duc Lothar von Supplinburg i van expulsar Wiprecht. El duc Lotar va ignorar l'adjudicació imperial del margraviat a Wiprecht i en aquell moment va enfeudar il·legalment a Conrad von Wettin amb la Marxa de Meißen i Albert l'Ós amb els Lausitz el 1123.
El 1124, Wiprecht va patir greus cremades per un incendi a la seva propietat a Halle. Va morir a causa de les seves ferides al monestir de Sant Jacob de Pegau. El cenotafi de pedra sorrenca de Wiprecht es pot veure avui a l'església de Sant Laurenci de Pegau.

## Captivitat al Castell de Trifels
Sprater i Stein expliquen els antecedents del seu empresonament a Reichsburg Trifels: En les lluites entre l'emperador Enric IV contra l'anti-rei Rodolf de Suàbia, Wiprecht von Groitzsch es va posar del costat de l'emperador i, per tant, va ser portat pel papa Gregori VII, que era hostil a l'emperador excomunicat (vegeu: Rudolf von Rheinfelden → Reconeixement de Rudolf pel Papa). Quan el fill de l'emperador, Enric V, va planejar contra el seu pare, Wiprecht va donar suport al fill. El 1112, Wiprecht va donar suport a l'oponent del nou emperador Enric V, el duc Lotar de Saxònia (Lothar von Süpplingenburg). Per tant, va ser capturat pels lleials a l'emperador i posat sota prohibició imperial al Reichstag de Würzburg a la primavera de 1113. Els seus béns foren confiscats i el 1113 fou portat presoner al castell de Trifels. Després del seu alliberament el 1116, va servir fidelment el nou emperador Enric V fins a la seva mort el 1124.

## Matrimonis i descendència
Wiprecht II es va casar dues vegades.
La seva filla Berta provenia del seu primer matrimoni amb Judit († 1108). Va sobreviure al seu marit, el margravi de la Baixa Lusàcia, Dedo IV, i va heretar la finca Groitzsch. El fill petit de Wiprecht, Heinrich von Groitzsch, va succeir al seu pare com a burgrave de Magdeburg i margravi de Lusàcia. No va poder fer valer la seva reclamació al margraviat de Meissen. El fill gran de Wiprecht, Wiprecht III, va morir el 1116. Estava casat amb Kunigunde la Jove de Beichlingen, filla del comte Kuno von Northeim i Kunigunde d'Orlamünde.
El seu segon matrimoni amb Kunigunde d'Orlamünde, la filla petita del margravi Otó I Meißen i comte de Weimar-Orlamünde i dues vegades vídua (Jaropolk Isjaslawitsch de Kíev i Kuno de Beichlingen), va romandre sense fills. Com que Wiprecht volia assegurar l'herència de Kunigunde per a la seva casa, es va casar amb el seu fill gran Wiprecht III, amb la filla de Kunigunde, Kunigunde la Jove.

## Exposició
Tota una àrea de l'exposició arqueològica permanent del Museu Estatal d'Arqueologia de Chemnitz està dedicada a quatre etapes importants de la vida de Wiprecht von Groitzsch.